# Museo Arqueológico de Malatya
El Museo Arqueológico de Malatya (en turco, Malatya Müzesi) es uno de los museos arqueológicos de Turquía. Está ubicado en la ciudad de Malatya, situada en la provincia de su mismo nombre. En 1971 se inauguró un primer museo y en 1979 se trasladó a un nuevo edificio. En 2001 se reorganizó la exposición.

## Colecciones
El museo surgió inicialmente por la necesidad de exponer las piezas recuperadas en las excavaciones arqueológicas que tuvieron lugar entre 1931 y 1937 en Arslantepe y Gelinciktepe que, al no existir museos en Malatya, se conservaban en el Museo de las Civilizaciones de Anatolia de Ankara.  
La colección de objetos arqueológicos han llegado al museo procedentes de excavaciones, compras, donaciones o confiscados. Algunas de las piezas principales son figurillas y herramientas del neolítico, algunas fechadas en torno al 8000 a. C.; la tumba de una mujer joven del calcolítico (hacia 4000 a. C.) en posición fetal con su ajuar funerario; puntas de lanza y espada de la Edad del Bronce antigua (hacia 3200-3000 a. C.) —de bronce pero con la singularidad de estar hechos mediante una aleación de arsénico y algunos con incrustaciones de plata—; impresiones de sellos del mismo periodo; y la reconstrucción de la tumba de un rey hallado en Arslantepe del período de Uruk tardío que se puede fechar en torno al 2900 a. C. A su alrededor se hallaban los restos de otras cuatro personas que probablemente fueron sacrificadas.
|                               |
| Espadas de bronce y arsénico. |

|                     |
| Impresión de sello. |

|                                                   |
| Reconstrucción de la tumba del rey de Arslantepe. |